# باشگاه ورزشی واکینگ بویز کمپانی
باشگاه ورزشی واکینگ بویز کمپانی یا به‌طور خلاصه وی‌بی‌سی یک باشگاه فوتبال سورینامی مستقر در پاراماریبو است. آنها سه بار عنوان قهرمانی سورینام را به دست آورده‌اند.
این باشگاه در ورزشگاه اسد با ظرفیت ۳۵۰۰ تماشاگر بازی می‌کند که ورزشگاه ملی نیز است و با چندین باشگاه آن را به اشتراک می‌گذارد.

## افتخارات
- دسته دوم سورینام: ۳
- جام حذفی سورینام: ۱
- سوپر جام سورینام: ۳
- جام پاراماریبو: ۳